# Теофано (съпруга на Ставракий)
Вижте пояснителната страница за други личности с името Теофано.
Теофано е византийска императрица, съпруга на император Ставракий.

## Произход
Според Теофан Изповедник, Теофано е роднина на императрица Ирина Атинянката (797 – 802). И двете жени са от Атина, но роднинската връзка между тях не е изяснена.

## Византийска императрица
Теофано се омъжва за Ставракий на 20 декември 807 г. Датата на сватбата е спомената от Теофан Изповедник. Ставракий е единствен син на император Никифор I Геник, а от 803 г. е и негов съимператор. Преди да се омъжи за Ставракий Теофано е била сгодена за друг, но се явява като кандидатка за съпруга на съимператора. Вероятно тя е избрана за жена на Ставракий, за да легитимира връзката на новата династия с предходната.
Тъй като по време на възкачването си на византийския престол Никифор I е вдовец, Теофано се оказва единствената императрица в империята.
На 26 юли 811 г. император Никифор I е убит от българите в битката при Върбишкия проход, а заедно с него е унищожена огромна част от ромейската войска, тръгнала с императора на поход срещу Крумова България. Сред малцината оцелели е и съпругът на Теофано, Ставракий, който остава единствен император на ромейския престол. Ставракий обаче не се измъква невредим от битката. Тежко ранен в областта на гърба, той остава парализиран. Войници от императорската гвардия успяват да го измъкнат от боя и да го пренесат в Адрианопол, но той така и не успява да се възстанови от раните си. Било очевидно, че императорът не може да изпълнява задълженията си, което поставя въпроса, кой да бъде негов приемник. По този въпрос византийският двор се разделя на две фракции. Първата се групира около Теофано, която се опитва да заеме престола по примера на сродницата си Ирина Атинянката. Друга фракция се сформира около сестрата на Ставракий, Прокопия, която желалела да постави на престола съпруга си, Михаил Рангаве. Ставракий пожелава да постави на престола съпругата си, но мисълта за втора жена на ромейския престол, толкова скоро след Ирина Атинянката, накарала по-голямата част от аристокрацията да подкрепи Прокопия и съпруга ѝ. Други фактори, които повлияват на събитията били продължаващата война срещу Крум и преговорите с франкския император Карл за признаване на императорската му титла. Така на 2 октомври 811 г. Ставракий е принуден да се отрече от престола в полза на зет си, Михаил I Рангаве.

## Последни години
След като освобождава престола, Ставракий се оттегля в манастир. Теофан Изповедник съобщава, че Теофано основава собствен манастир с куриозното име Та Хебраика, което на гръцки означава нещо, което принадлежи на юдеите.
Годината на смъртта на Теофано е неизвестна. Теофан споменава, че Ставракий и Теофано споделят обща гробница в манастира „Света Троица“ в Константинопол.